# Станово-представницька монархія
Станово-представницька монархія — форма правління, централізована держава, у якій влада монарха спирається на станово-представницькі органи влади, станово-представницька монархія є проміжним ступенем між монархією періоду феодальної роздробленості та абсолютною монархією. В країнах Європи Станово-представницька монархія виникла в умовах оформлення станів і ознаменувала певну централізацію управління державою, порівняно з феодальною роздробленістю. У період Станово-представницької монархії до станово-представницьких органів входили представники духовенства, світських феодалів, містян (купців, ремісників). Цими органами були: в Англії — парламент (з 1265); у Франції — Генеральні штати (з 1302 року); в Іспанії — кортеси (з кін. 12 — початок 14 ст.); у Швеції — риксдаг (з 1434 року); у Данії — риксдаг (1468—1660); у Польщі, Угорщині, Чехії — сейми (з 14—15 ст.) та ін. Станово-представницькі органи скликалися монархами для схвалення їхньої політики у найважливіших галузях державного управління.

## Дивись також
- Станова монархія